# Починок (Кубенское сельское поселение, Харовский район)
Починок — деревня в Харовском районе Вологодской области.
Входит в состав Кубенского сельского поселения, с точки зрения административно-территориального деления — в Кубинский сельсовет.
Расстояние до районного центра Харовска по автодороге — 25 км, до центра муниципального образования Сорожина по прямой — 15 км. Ближайшие населённые пункты — Коркинское, Кудрявцево, Деревягино, Долгобородово.
По данным переписи в 2002 году постоянного населения не было.